# Amerikaanse torenvalk
De Amerikaanse torenvalk (Falco sparverius) is een kleine roofvogel uit de familie van de valkachtigen (Falconidae) die in grote delen van Noord- en Zuid-Amerika voorkomt. Op de ABC-eilanden wordt hij Kinikini genoemd en op Sint Eustatius Killy-killy. De wetenschappelijke naam van de soort werd in 1758 gepubliceerd door Carl Linnaeus. Zijn uiterlijk vertoont overeenkomst met de torenvalk (Falco tinnunculus), maar deze laatste soort is een stuk groter. De Amerikaanse valk is de kleinste valk van Noord-Amerika.

## Kenmerken
Net als veel andere valkensoorten vertoont de Amerikaanse torenvalk seksueel dimorfisme. Het vrouwtje is groter dan het mannetje en heeft een ander verenkleed. De soort heeft een lengte van 12 tot 27 cm en een spanwijdte van 50 tot 61 cm. De massa bedraagt bij mannetjes tussen de 80 en 105 g en bij vrouwtjes tussen de 100 en 150 g.
De mannetjes hebben blauwgrijze vleugels met zwarte stippen en een rossig achterkant met zwarte strepen. Ook de staart is rossig, met op het einde van de staartveren een dikke zwarte band en een dunnere witte. De buitenste staartveren zijn bijna geheel zwart-wit gestreept. De onderzijde van de romp is crèmekleurig. De kop is opnieuw blauwgrijs van kleur, met een witte keel. Ook onder beide ogen is een witte vlek te zien die aan de voor- en achterkant wordt begrensd door een zwarte streep. Boven op de kop, ten slotte, bevindt zich een bruine vlek.
Het verenkleed van het vrouwtje lijkt op dat van het mannetje, maar is minder kleurrijk, zo ontbreken de blauwgrijze vleugels. De vleugels en de achterzijde zijn in plaats daarvan roestbruin met zwarte strepen.

## Verspreiding
De Amerikaanse torenvalk komt voor van Alaska in het noordwesten en Nova Scotia in het noordoosten van Noord-Amerika tot het zuiden van Argentinië. De vogels die in het noorden van het leefgebied broeden migreren naar het zuiden tijdens de winter.

## Gedrag
De Amerikaanse torenvalk bewoont open land zoals savannes, weiden, open bossen en stedelijk gebied. Belangrijke voorwaarde is dat er uitkijkposten voorhanden zijn, bijvoorbeeld alleenstaande bomen of hekken. Vanaf zo'n punt of vanuit de lucht jaagt de valk op zijn prooi, die voornamelijk bestaat uit grote insecten, maar ook uit kleine vogels, kleine reptielen, knaagdieren en vleermuizen.

## Voortplanting
Net zoals de andere valken, bouwt de Amerikaanse torenvalk geen eigen nest, maar gebruikt holen in bomen, bijvoorbeeld een oud spechtennest, nestkasten of een oud nest van een andere roofvogel of kraaiachtige. Het legsel bestaat uit vier tot zes eieren, die vooral door het vrouwtje in 30 dagen worden uitgebroed. De jongen blijven nog zo'n dertig dagen in het nest en blijven ook daarna nog weken afhankelijk van hun ouders.

## Ondersoorten
De volgende zeventien ondersoorten worden onderscheiden op basis van verschillen in verenkleed, grootte en geluid:
- Falco sparverius sparverius; komt voor in grote delen van de Verenigde Staten, Canada en Mexico.
- Falco sparverius paulus (Howe & King, 1902); komt voor in het zuidoosten van de Verenigde Staten.
- Falco sparverius peninsularis Mearns, 1892; komt voor in het noordwesten van Mexico, o.a. in het zuidelijke gedeelte van Baja California.
- Falco sparverius tropicalis (Griscom, 1930); komt voor op van Zuid-Mexico tot Noord-Honduras.
- Falco sparverius nicaraguensis Howell, 1965; komt voor in Honduras en Nicaragua.
- Falco sparverius sparveroides Vigors, 1827; komt voor op Cuba en de Bahama's.
- Falco sparverius dominicensis Gmelin, 1788; komt voor op Hispaniola.
- Falco sparverius caribaearum Gmelin, 1788; komt voor op van Puerto Rico tot Grenada.
- Falco sparverius brevipennis (Berlepsch, 1892); komt voor Aruba, Bonaire en Curaçao.
- Falco sparverius isabellinus Swainson, 1838; komt voor van Oost-Venezuela tot Noord-Brazilië.
- Falco sparverius ochraceus (Cory, 1915); komt voor in het oosten van Colombia en het noordwesten van Venezuela.
- Falco sparverius caucae (Chapman, 1915); komt voor in West-Colombia.
- Falco sparverius aequatorialis Mearns, 1892; komt voor in het noorden van Ecuador.
- Falco sparverius peruvianus (Cory, 1915); komt voor van Zuidwest-Ecuador tot Noord-Chili.
- Falco sparverius cinnamominus Swainson, 1838; komt voor van Zuidoost-Peru tot Paraguay en Vuurland.
- Falco sparverius fernandensis (Chapman, 1915); komt voor op de Juan Fernández-archipel.
- Falco sparverius cearae (Cory, 1915); komt voor in Zuid-Brazilië.

## Afbeeldingen

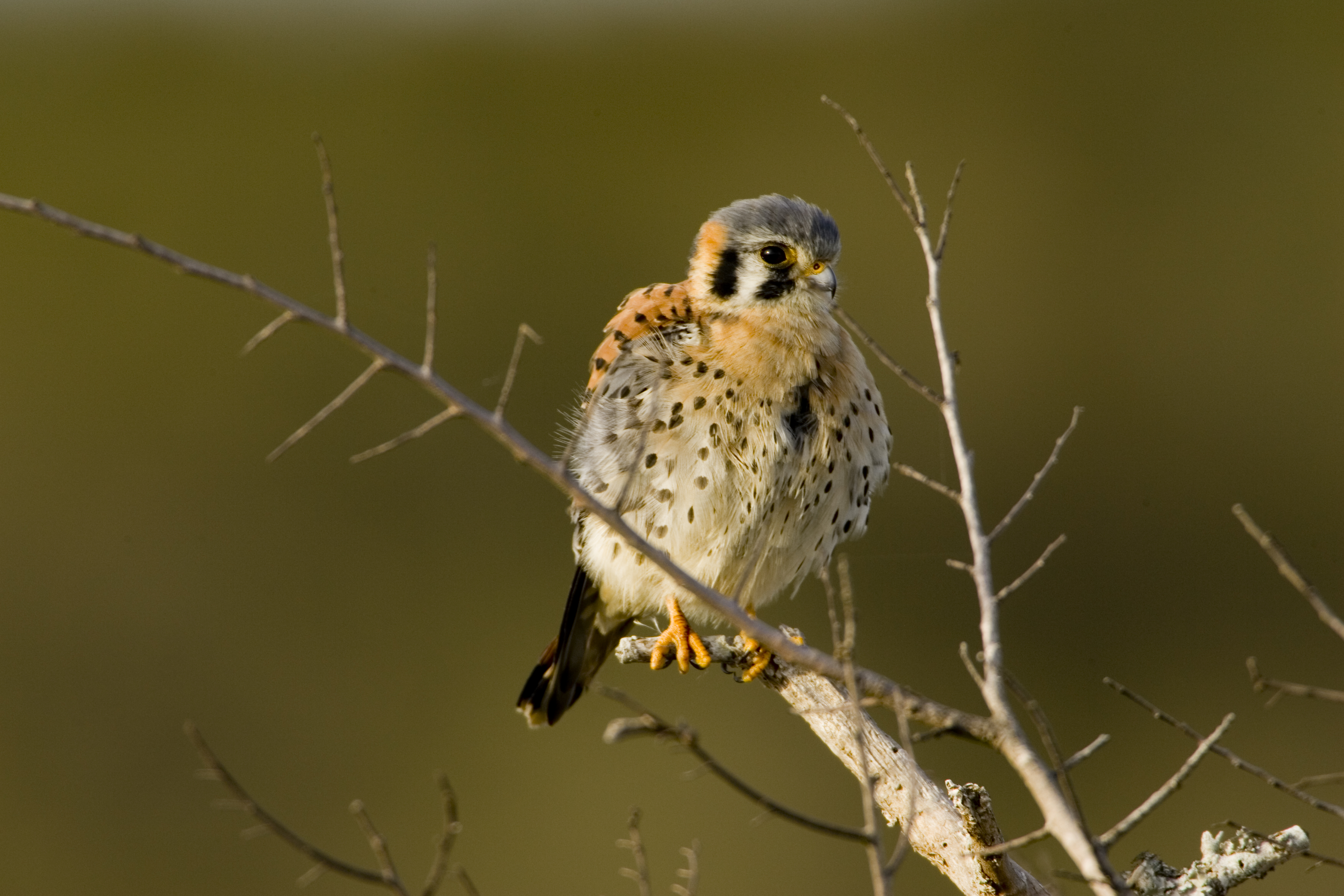
juveniel
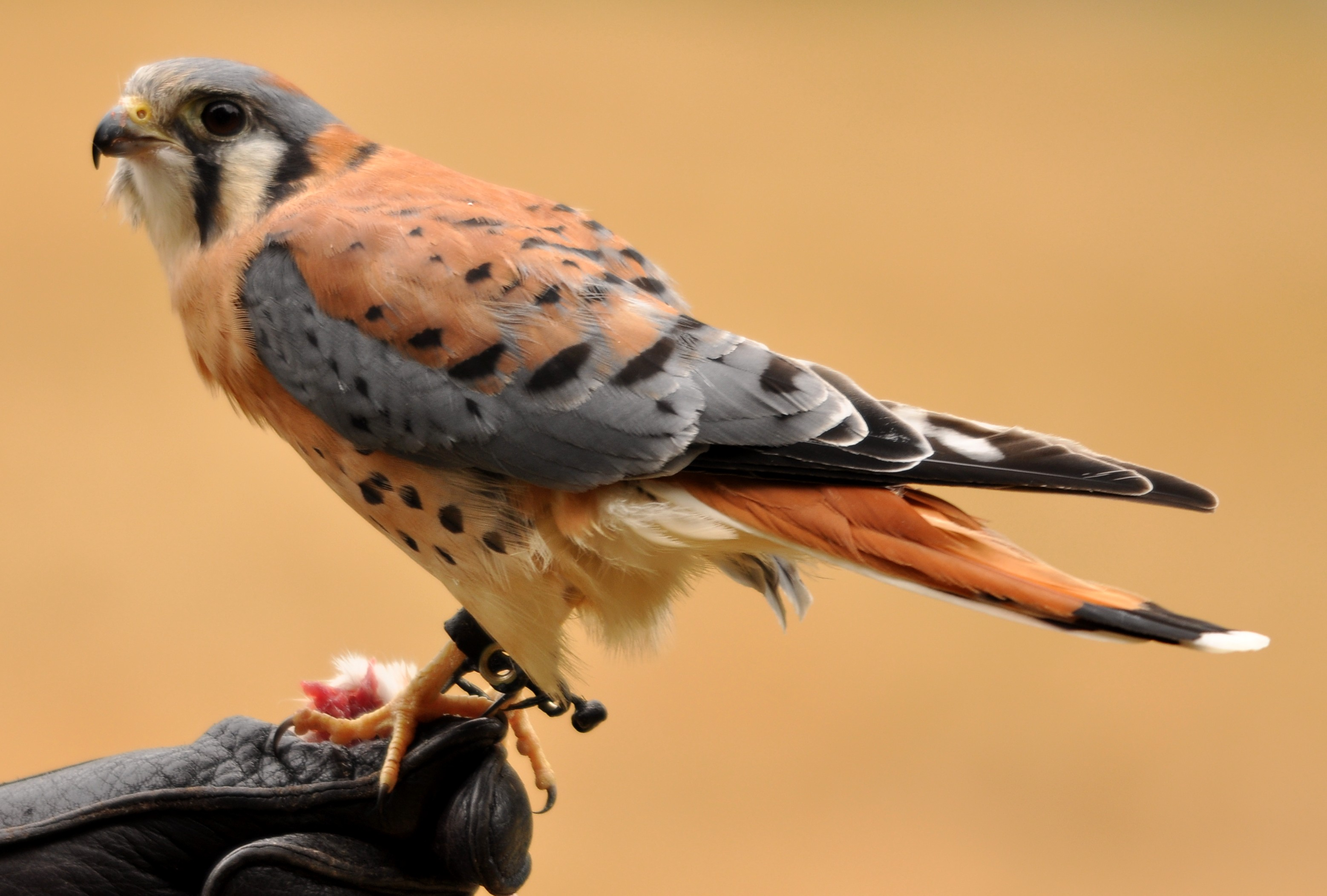
mannetje
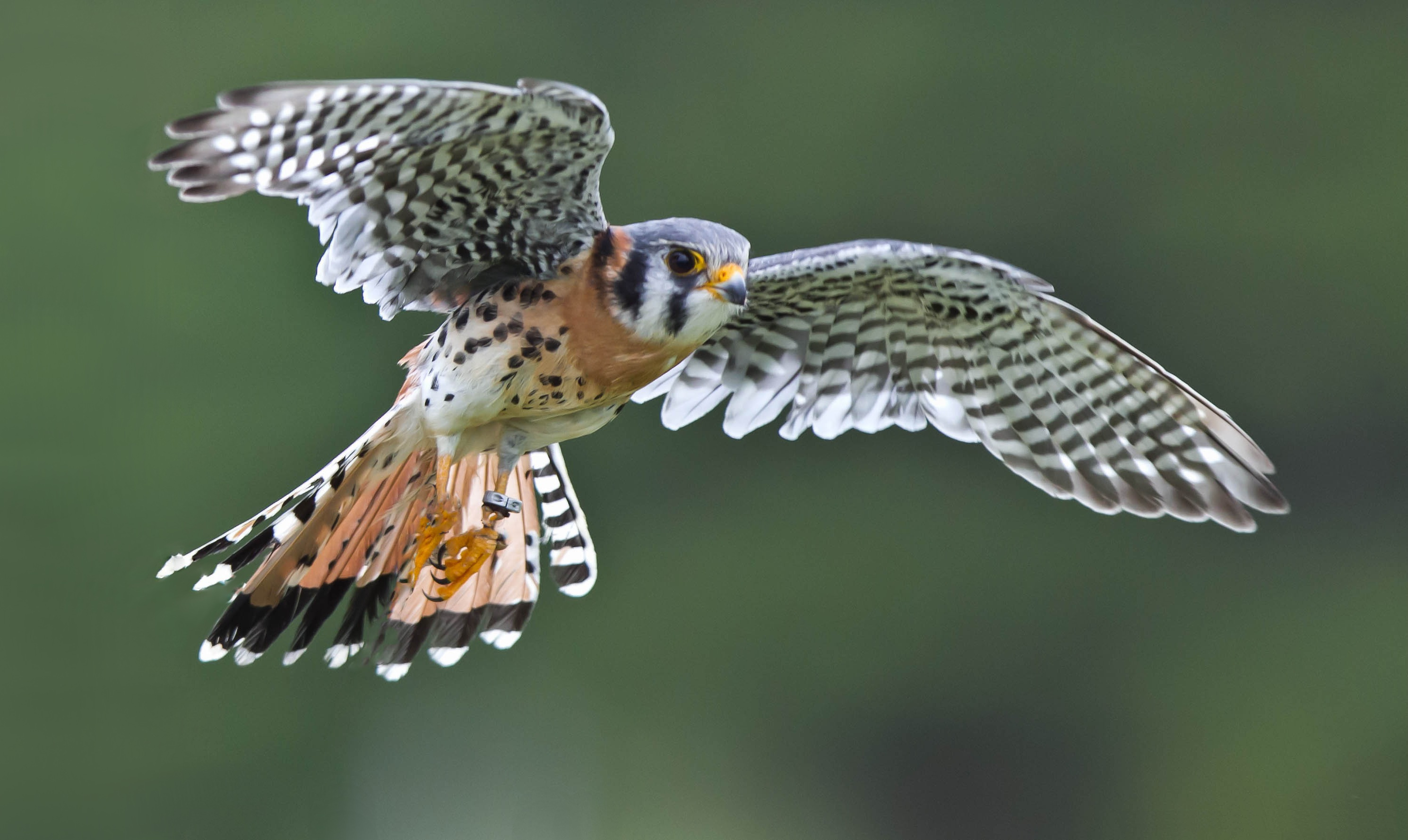
tijdens de vlucht